# Madona do Prado (Bellini)
Madona do Prado é uma pintura de 1505 da Virgem Maria e do Menino Jesus pelo pintor renascentista italiano Giovanni Bellini, atualmente na National Gallery em Londres. Originalmente pintado como óleo e têmpera de ovo sobre madeira, foi transferido para tela em 1949, com danos em lugares.
Madona (do italiano Madonna, em português "Nossa Senhora" ou "Virgem com o Menino") é a representação artística da Virgem Maria, mãe de Jesus, em pinturas e esculturas (iconografia) na arte cristã. É um tema tradicional, muitíssimo repetitivo, onde as obras representam sempre e Virgem Maria com seu filho Jesus,